# Aurélio Pinto de Sousa
Aurélio Pinto de Sousa (ur. 12 listopada 1974 w Guaraciaba do Norte) – brazylijski duchowny katolicki, biskup Quixadá od 2023.

## Życiorys
12 lipca 2007 otrzymał święcenia kapłańskie i został inkardynowany do diecezji Tianguá. Pracował głównie jako duszpasterz parafialny. W latach 2003–2008 kierował diecezjalnym seminarium. Był także m.in. diecezjalnym asystentem ds. duszpasterstwa liturgicznego.
10 maja 2023 papież Franciszek mianował go biskupem diecezji Quixadá. Sakry biskupiej udzielił mu 15 lipca 2023 arcybiskup José Antônio Aparecido Tosi Marques.